# Бромокриптин
Бромокриптин (лат. Bromocriptinum, англ. Bromocriptine) — напівсинтетичний препарат, який є похідним алкалоїду ріжків ергокриптину та належить до групи стимуляторів дофамінових рецепторів та антагоністів пролактину. Бромокриптин застосовується для лікування низки захворювань, у тому числі порушень менструального циклу, синдрому полікістозних яєчників, пролактинзалежному безплідді, галактореї, пролактинзалежному гіпогонадизмі у чоловіків, акромегалії, а також для лікування паркінсонізму. Бромокриптин застосовується переважно перорально. Бромокриптин уперше синтезований у 1965 році у лабораторії компанії «Sandoz». та застосовується у клінічній практиці з 1968 року.

## Фармакологічні властивості
Бромокриптин — напівсинтетичний препарат, який є похідним алкалоїду ріжків ергокриптину та належить до групи стимуляторів дофамінових рецепторів та антагоністів пролактину. Механізм дії препарату полягає у стимуляції дофамінових рецепторів, переважно D2, що призводить до зниження дефіциту дофаміну в ядрах центральної нервової системи та усуненню його дефіциту в нервових закінченнях, наслідком чого є пригнічення секреції гормону гіпофізу пролактину. Усунення надмірної продукції пролактину призводить до зупинки як нормальної лактації, так і патологічної (галакторея), нормалізації овуляції та менструального циклу, зменшення кількості кист та їх розмірів у молочних залозах. Усунення дефіциту дофаміну призводить також до зменшення симптомів паркінсонізму при застосуванні бромокриптину. Препарат знижує рівень рівня гормону росту у хворих акромегалією, та не впливає на рівень інших гормонів гіпофізу (окрім пролактину і гормону росту). Зниженням секреції пролактину бромокриптин усуває дисбаланс між прогестероном і естрогенами, а в чоловіків сприяє збільшенню рівня тестостерону, особливо при попередніх порушеннях гормонального фону, спричинених запальними захворюваннями сечостатевої системи. Бромокриптин також покращує толерантність до глюкози, та може спричинити регресію пролактинсекретуючої аденоми гіпофіза. Бромокриптин також має нейропротекторний ефект до дофамінергічних нейронів головного мозку, а також активує дофамінергічні нейрони та стимулює синтез дофаміну в центральній нервовій системі. Бромокриптин застосовується найчастіше при різноманітних гінекологічних захворюваннях, зокрема при порушеннях менструального циклу, синдромі полікістозних яєчників, пролактинзалежному безплідді (у тому числі при ановуляторних циклах), галактореї, а також для пригнічення лактації, вираженому передменструальному синдромі. Препарат також застосовується при пролактинсекретуючій аденомі гіпофіза, при акромегалії, доброякісних пухлинах молочних залоз. Препарат застосовується при пролактинзалежному гіпогонадизмі у чоловіків, спричиненому запальними захворюваннями сечостатевої системи. Бромокриптин застосовується також при паркінсонізмі, як самостійний препарат, так і в комбінації з іншими протипаркінсонічними засобами, а також для усунення побічних ефектів леводопи, зокрема дискінезій та дистоній. Є повідомлення про застосування бромокриптину у бодібілдингу, зокрема для усунення побічних ефектів стероїдів (а саме гінекомастії та порушення гормонального дисбалансу), а також для зменшення кількості відкладень жиру та для надання більшої жорсткості м'язовій тканині.

### Фармакокінетика
Бромокриптин добре і швидко всмоктується при пероральному застосуванні, проте біодоступність препарату становить лише 6 % у зв'язку з ефектом першого проходження через печінку. Максимальна концентрація бромокриптину в крові спостерігається протягом 1—3 годин після прийому препарату. Бромокриптин майже повністю (на 96 %) зв'язується з білками плазми крові. Препарат проникає через гематоенцефалічний бар'єр, через плацентарний бар'єр, та виділяється в грудне молоко. Метаболізується бромокриптин у печінці з утворенням неактивних меаболітів. Виводиться препарат із організму переважно з калом (85 %), частково з сечею (6 %) у вигляді метаболітів.

## Покази до застосування
Бромокриптин застосовується для лікування різних форм гіперпролактинемії, зокрема при порушеннях менструального циклу, синдромі полікістозних яєчників, пролактинзалежному безплідді (у тому числі при ановуляторних циклах), галактореї, а також для пригнічення лактації, вираженому передменструальному синдромі, при пролактинсекретуючій аденомі гіпофіза, при акромегалії, доброякісних пухлинах молочних залоз; а також при паркінсонізмі, як самостійний препарат, так і в комбінації з іншими протипаркінсонічними засобами, а також для усунення побічних ефектів леводопи, зокрема дискінезій та дистоній.

## Побічна дія
При застосуванні бромокриптину спостерігаються наступні побічні ефекти:
- Алергічні реакції та з боку шкірних покривів — шкірний висип, синдром Рейно.
- З боку травної системи — нудота, блювання, запор або діарея, сухість у роті, порушення функції печінки.
- З боку нервової системи — головний біль, запаморочення, дратівливість; при застосуванні високих доз сонливість, збудження, сплутаність свідомості, галюцинації, порушення зору, дискінезії.
- З боку серцево-судинної системи — аритмії, ортостатична артеріальна гіпотензія.
- Інші побічні ефекти — судоми м'язів, закладеність носа.

## Протипокази
Бромокриптин протипоказаний при підвищеній чутливості до препарату або алкалоїдів ріжків, важких серцево-судинних захворюваннях, артеріальній гіпертензії або гіпотензії, токсикозі вагітних, ендогенних психозах, хореї Гентінтона та інших формах тремору, годуванні грудьми.

## Форми випуску
Бромокриптин випускається у вигляді таблеток та желатинових капсул по 0,0025; 0,004 і 0,005 г.